# В'язівський Володимир Михайлович
Володи́мир Миха́йлович В'язі́вський (нар. 21 січня 1963) — український політик, колишній народний депутат України 5-го та 6-го скликань та колишній член НСНУ.

## Життєпис
Народився 21 січня 1963 (село Сопошин, Жовківський район, Львівська область); українець; батько Михайло Григорович (1939) — шахтар, пенс.; мати Стефанія Іванівна (1943) — пенс.; дружина Наталя Богданівна (1966) — викладач музики Червоноградської школи мистецтв; син Юрій (1997) — школяр. Володіє польською мовою.
Закінчив Червоноградський гірничий технікум (09.1978-06.1982) за спеціальністю «Гірнича електромеханіка» та Ленінградський гірничий інститут (09.1982-07.1987), за спеціальністю гірничий інженер-електрик, «Електрифікація і автоматизація гірничих робіт».
- 07.-09.1982 — електрослюсар шахти № 7 «Великомостівська» (нині Шахта «Зарічна») ВО «Укрзахідвугілля».
- 09.1987-03.1990 — електрослюсар, гірничий майстер, механік дільниці, шахта № 10 «Великомостівська» (нині Шахта «Степова») ВО «Укрзахідвугілля».
- 03.-12.1990 — голова Червоноградського міського народного контролю.
- 01.-06.1991 — директор Червоноградського центру соціальної служби молоді «Молода Україна».
- 06.1991-10.1994 — заступник голови Всеукраїнського об'єднання солідарності трудівників, місто Київ.
- 10.1994-06.1995 — референт-консультант народного депутата України, місто Київ.
- 06.-09.1995 — помічник голови Всеукраїнського профспілкового вільного об'єднання солідарності трудівників, місто Київ.
- 09.1995-05.1998 — помічник-консультант народного депутата України, місто Червоноград.
- 06.1998-03.1999 — заступник голови правління Товариства розвитку місто Червонограда.
- 04.1999-06.2002 — заступник Червоноградського міського голови.
- 06.2002-02.2005 — помічник-консультант народного депутата України, місто Київ.
- 02.2005 — в.о. заступника голови, керівник апарату, з 02.2005 — керівник апарату Львівської облдержадміністрації.
- З 2005 — керівник виконкому Львівської обласної організація НСНУ.

## Політична діяльність
Народний депутат України 6-го скликання 11.2007-12.2012 від блоку «Наша Україна — Народна самооборона», № 47 в списку. На час виборів: тимчасово не працював, член НСНУ. Член фракції Блоку «Наша Україна — Народна самооборона» (з 11.2007); секретар Комітету з питань соціальної політики та праці (з 12.2007).
Народний депутат України 5-го скликання 04.2006-06.2007 від Блоку «Наша Україна», № 48 в списку. На час виборів: керівник виконкому Львівської області організації НСНУ. Член фракції Блоку «Наша Україна» (з 04.2006); голова підкомітету з питань заробітної плати, індексації і компенсації грошових доходів населення та колективно-договірного регулювання соціально-трудових відносин Комітету з питань соціальної політики та праці (з 07.2006). Склав депутатські повноваження 08.06.2007.
Депутат Львівської облради народних депутатів (1990—1994).

## Нагороди
Орден «За заслуги» III ступеня (01.2007).

## Захоплення
Захоплюється активним відпочинком на природі.

## Джерело
- Персональний сайт народного депутата Володимира В'язівського
- політична Україна сьогодні [Архівовано 3 червня 2009 у Wayback Machine.]
- «Хто є хто в Україні», видавництво «К. І. С.»